# 1804 en architecture
| Années de l'architecture : 1801 - 1802 - 1803 - 1804 - 1805 - 1806 - 1807    |
| Décennies de l'architecture : 1770 - 1780 - 1790 - 1800 - 1810 - 1820 - 1830 |

Cet article présente les faits marquants de l'année 1804 en architecture.

## Réalisations
- Theodore Burr construit le pont de Waterford, sur l'Hudson, le premier pont en poutres en treillis en bois[1].

## Événements
- Napoléon demande à ses architectes Charles Percier et Pierre Fontaine de transformer Paris sur le modèle de l’architecture fastueuse de la Rome impériale afin d’en faire la capitale la plus prestigieuse d’Europe (arc de Triomphe du Carrousel et ouverture de la rue de Rivoli). Les travaux commencent en 1806.

## Publications
- L’Architecture considérée sous le rapport de l’art, des mœurs et de la législation de Claude Nicolas Ledoux.

## Récompenses
- Prix de Rome : x.